# Leopold Engleitner
Leopold Engleitner (ur. 23 lipca 1905 w Austrii, zm. 21 kwietnia 2013) – Austriak, najdłużej żyjący ocalały z obozów koncentracyjnych Buchenwald, Ravensbrück i Niederhagen. 

## Życiorys
Leopold Engleitner urodził się 23 lipca 1905 roku w Aigen-Voglhub w Alpach Austriackich, jako najstarszy syn pracownika tartaku i córki rolnika. Dzieciństwo spędził w miasteczku Bad Ischl koło Salzburga. W maju 1932 roku został ochrzczony jako Świadek Jehowy. W styczniu 1934 roku został pionierem. Pierwszy raz za działalność kaznodziejską został aresztowany w styczniu 1936 roku. Latem 1937 roku odbył rowerem 350-kilometrową podróż do Pragi na zgromadzenie międzynarodowe.
4 kwietnia 1939 roku w czasie uroczystości Wieczerzy Pańskiej (Pamiątki) został aresztowany przez gestapo. Do obozu koncentracyjnego w Buchenwaldzie przyjechał 9 października 1939 roku. 7 marca 1941 roku został przewieziony do obozu koncentracyjnego w Niederhagen. W kwietniu 1943 roku trafił do obozu koncentracyjnego w Ravensbrück. Tam po 46 miesiącach, ważący 28 kilogramów, 15 lipca 1943 roku w ciężkim stanie fizycznym został zwolniony. Od sierpnia 1943 roku do 17 kwietnia 1945 roku ukrywał się w górach.
Został osadzony w tych obozach, gdyż będąc Świadkiem Jehowy odmówił pełnienia służby wojskowej w Wehrmachcie. Ryzykując życie w imię swoich ideałów wykazał niezwykłą odwagę. Na podstawie jego życia Bernhard Rammerstorfer napisał książkę Unbroken Will – The Extraordinary Courage of an Ordinary Man (Niezłomna wola – niezwykła odwaga zwykłego człowieka) wydaną w językach niemieckim, francuskim, angielskim i rosyjskim. 104-letni Engleitner we wrześniu 2009 w Moskwie zaprezentował swoje opracowania w języku rosyjskim. Był pionierem i starszym zboru w Bad Ischl. 
W maju 2009 roku, autorzy piosenek Mark David Smith i Rex Salas z Kalifornii napisali piosenkę „Unbroken Will” („Niezłomna wola”), którą zaśpiewał amerykański piosenkarz Phillip Ingram. Leopold Engleitner jest również bohaterem filmu edukacyjnego Rammerstorfera Unbroken Will. Rammerstorfer wyprodukował także film dokumentalny Unbroken Will USA Tour oraz Ladder in the lions den. Zmarł w wieku 107 lat.